# Bruno Rodrigo Ferreira Silva
Bruno Rodrigo Ferreira da Silva (sinh ngày 26 tháng 1 năm 1994) là một cầu thủ bóng đá người Bồ Đào Nha thi đấu cho Cesarense ở vị trí hậu vệ.

## Sự nghiệp bóng đá
Vào ngày 11 tháng 5 năm 2014, Silva có màn ra mắt cho Porto B trong trận đấu tại Giải bóng đá hạng nhất quốc gia Bồ Đào Nha 2013–14 trước Atlético.